# Sprimont
Sprimont (wa. Sprumont) – miejscowość i gmina (commune) w Belgii, w Regionie Walońskim, w prowincji Liège, w okręgu Liège. 1 stycznia 2024 roku liczyła 15 141 mieszkańców.

## Podział administracyjny
W skład gminy wchodzą cztery dzielnice (section):
- Dolembreux
- Gomzé-Andoumont
- Louveigné
- Rouvreux